# バシャ・カーン国際空港
バシャ・カーン国際空港（バシャ・カーンこくさいくうこう、ウルドゥー語: باچا خان بین الاقوامی ہوائی اڈہ、パシュトー語: د باچا خان نړیوال هوایی ډګر、英語: Bacha Khan International Airport） (IATA: PEW, ICAO: OPPS) 、旧称ペシャーワル国際空港（ペシャーワルこくさいくうこう、英語: Peshawar International Airport）はパキスタン カイバル・パクトゥンクワ州ペシャーワルにある国際空港である。ペシャーワル中心部から車で10分の位置にあり、パキスタンで4番目に忙しい空港である。珍しいことにこの空港の主滑走路の一端は線路と交差している（ただしすでに廃線している）。この空港は2012年1月27日にパシュトゥーン人独立運動のリーダー、カーン・アブドゥル・ガッファール・カーン（別名バシャ・カーン）にちなんで改名された。 

## 就航航空会社と就航都市

### 国際線
| 航空会社           | 就航地 |
| ------------------ | --- |
| パキスタン国際航空 | チトラル、デラ・イスマイル・カーン、ドバイ国際空港（ドバイ）、キング・アブドゥルアズィーズ国際空港（ジッダ）、カブール国際空港（カブール）、マスカット国際空港（マスカット）、キング・ハーリド国際空港（リヤド）、シャールジャ国際空港（シャールジャ）                                                             |
| エアブルー         | アブダビ国際空港（アブダビ）、ドバイ国際空港（ドバイ） |
| シャヒーン・エア   | アブダビ国際空港（アブダビ）、アルアイン国際空港（アル・アイン）、ハマド国際空港（ドーハ）、ドバイ国際空港（ドバイ）、キング・アブドゥルアズィーズ国際空港（ジッダ）、クウェート国際空港（クウェート）、マスカット国際空港（マスカット）、キング・ハーリド国際空港（リヤド）、シャールジャ国際空港（シャールジャ） |
| エミレーツ航空     | ドバイ国際空港（ドバイ） |
| エティハド航空     | アブダビ国際空港（アブダビ）（運航休止中） |
| エア・アラビア     | ラアス・アル＝ハイマ国際空港（ラアス・アル＝ハイマ）、シャールジャ国際空港（シャールジャ） |
| ガルフ・エア       | バーレーン国際空港（バーレーン） |
| カタール航空       | ハマド国際空港（ドーハ） |
| サウディア         | キング・ハーリド国際空港（リヤド） |

### 国内線
| 航空会社           | 就航地 |
| ------------------ | --- |
| パキスタン国際航空 | イスラマバード国際空港（イスラマバード）、ジンナー国際空港（カラチ）、クエッタ国際空港（クエッタ）、ゾーブ |
| エアブルー         | ジンナー国際空港（カラチ）、ラヒーム・ヤール・ハーン                                                       |
| シャヒーン・エア   | ジンナー国際空港（カラチ）                                                                                 |
| エア・インダス     | ジンナー国際空港（カラチ）                                                                                 |

### 貨物便
| 航空会社     | 就航地                     |
| ------------ | -------------------------- |
| ロイヤル航空 | ジンナー国際空港（カラチ） |

### チャーター便
| 航空会社                         | 就航地                     |
| -------------------------------- | -------------------------- |
| アスカリ航空                     | ジンナー国際空港（カラチ） |
| ペシャーワル・フライング・クラブ | パラチナル                 |

## 当空港が関係する主な出来事
- 1986年10月23日、パキスタン国際航空のフォッカー F27 フレンドシップが夜間着陸を行っていたが副操縦士の過失により予定より低空を飛行し、滑走路の手前の溝に墜落した。乗客13人と乗員が重傷を負い機体は全損した。
- 2009年、治安悪化により国際線6社がペシャーワル行きの便の運航を休止した。これは2009年8月の当空港におけるロケット弾攻撃を受けた措置であった。パールコンチネンタルホテルが爆破されこの都市に機能的な5つ星ホテルがなくなったことも一因と言われた。この時運航を休止したのはサウジアラビア航空、エミレーツ航空、ガルフ・エア、エア・アラビア、カタール航空、エティハド航空であった[9]。これらはその後早くに運航を再開し、同時期にRAKエアウェイズが当空港に新規就航した。
- 2012年12月15日、TTPが空港を襲撃、4人死亡、30人以上が負傷[10]。
- 2014年6月25日、パキスタン国際航空のリヤド発便がペシャーワルへの着陸進入のため低空飛行中、空港近くにいた武装集団により銃撃された。女性1人が死亡、乗客2人と客室乗務員1人が負傷し病院へ緊急搬送された。この事件は多数死者が出たジンナー空港襲撃事件から2週間後の出来事であり、各空港のセキュリティへの懸念が高まった[11]。事件後に当局は捜索活動を開始し200人を拘留した[12]。UAEに本拠地を置くエミレーツ航空とエティハド航空はペシャーワル行きの便の運航を休止したが、8月に運航を再開した[13]。